# Club Natació Barcelona
Il Club Natació Barcelona, comunemente abbreviato in CN Barcelona o CNB, è una società polisportiva spagnola con sede a Barcellona, i cui settori principali sono gli sport acquatici del nuoto e della pallanuoto. 

## Storia
Fondato nel 1907 da un gruppo di sportivi campeggiato da Bernat Picornell, tra i quali Julio Marial Mundet e il pioniere sportivo Manuel Solé, è il club più antico di Spagna ad occuparsi di sport acquatici.
La sezione di pallanuoto introdusse la disciplina sportiva nel Paese, disputando nel 1908 la prima partita assoluta contro i membri dell'equipaggio di una nave inglese nel porto di Barcellona. Successivamente, ispirò la creazione del Comitato olimpico spagnolo e fondò la Federazione catalana e la Federazione spagnola di nuoto; tutte istituzioni necessarie per rendere possibile la partecipazione della nazione ai Giochi della VII Olimpiade nel 1920 ad Anversa, nei quali la squadra del CN Barcelona rappresentò la Spagna.
La sezione di pallanuoto è, ad oggi, la più decorata del Paese contando nel proprio palmarès: 1 LEN European Cup (l'attuale LEN Champions League), 2 Coppe LEN, 1 Supercoppa LEN, 59 titoli nazionali (record) e 8 Coppe del Re.
Pioniera in termini di didattica e risultati anche in altri sport come nuoto e triathlon, parte del club dal 1987 quando organizzò il primo evento regolamentato e di livello internazionale in Spagna, in tutto, negli anni, più di 160 atleti olimpici vennero selezionati dalla società nelle discipline di: nuoto, pallanuoto, tuffi, palla basca, atletica leggera, windsurf (specialità della vela), nuoto paralimpico.
Nel 1992, in occasione dei Giochi della XXV Olimpiade tenutisi a Barcellona, il club natatorio fu il più olimpico del Paese, inviando una delle rappresentanze più numerose con 15 atleti tesserati.
Attualmente, le sezioni sportive in attività all'interno del club sono: karate, nuoto, nuoto sincronizzato, disciplina nella quale si è aggiudicato i primi due titoli nazionali a squadre, pallanuoto, palla basca, tuffi, triathlon e vela.

## Palmarès

### Atletica leggera
- Campionato spagnolo di società maschili: 1

1968
- Campionato spagnolo di società femminili indoor: 2

1985, 1986

### Nuoto sincronizzato
- Campionato spagnolo assoluto a squadre: 2

1958, 1959

### Pallanuoto
- LEN Champions League: 1

1981-82
- Coppe LEN: 2

1994-95, 2003-04
- Supercoppa LEN: 1

1982
- Campionato spagnolo: 59 (record)

1912, 1913, 1914, 1915, 1916, 1917, 1918, 1919, 1920, 1921, 1942, 1943, 1944,
1945, 1946, 1947, 1948, 1949, 1950, 1951, 1952, 1953, 1954, 1955, 1956, 1957,
1958, 1959, 1960, 1961, 1962, 1963, 1964, 1965, 1966, 1967, 1968, 1969, 1970,
1971, 1973, 1965-66, 1966-67, 1967-68, 1968-69, 1970-71, 1971-72, 1974-75,
1979-80, 1980-81, 1981-82, 1982-83, 1986-87, 1990-91, 1994-95, 1995-96,
1996-97, 2001-02, 2003-04, 2004-05
- Copa del Rey: 8

1989, 1991, 1995, 1996, 1999, 2002, 2003, 2011

### Rugby a 15
- Coppe del Re : 2

1956-57, 1962-63

## Coppa di Natale
Dal 1909, il 25 dicembre, giorno di Natale, il club organizza annualmente nelle acque del porto di Barcellona la tradizionale Copa Nadal o Copa Navidad (Coppa di Natale): una gara di nuoto maschile e femminile nella quale i vincitori di entrambe le categorie ricevono un simbolico premio in denaro.

## Onorificenze
Nel 2007, anno di ricorrenza del centenario dalla propria nascita, il club natatorio fu insignito della Creu de Sant Jordi (Croce di San Giorgio) da parte dell'amministrazione regionale della Catalogna per l'attività pionieristica in rappresentanza dello sport catalano nelle discipline di: atletica leggera, nuoto, nuoto sincronizzato, pallanuoto, tuffi e vela, e per essere diventato punto di riferimento associativo nel capoluogo di Barcellona.